# Zuni Pueblo
Zuni Pueblo é uma Região censo-designada localizada no estado americano de Novo México.

## Demografia
Segundo o censo americano de 2000, a sua população era de 6367 habitantes.

## Geografia
De acordo com o United States Census Bureau tem uma área de
22,9 km², dos quais 22,9 km² cobertos por terra e 0,0 km² cobertos por água.

## Localidades na vizinhança
O diagrama seguinte representa as localidades num raio de 52 km ao redor de Zuni Pueblo.